# Hươu sao Việt Nam

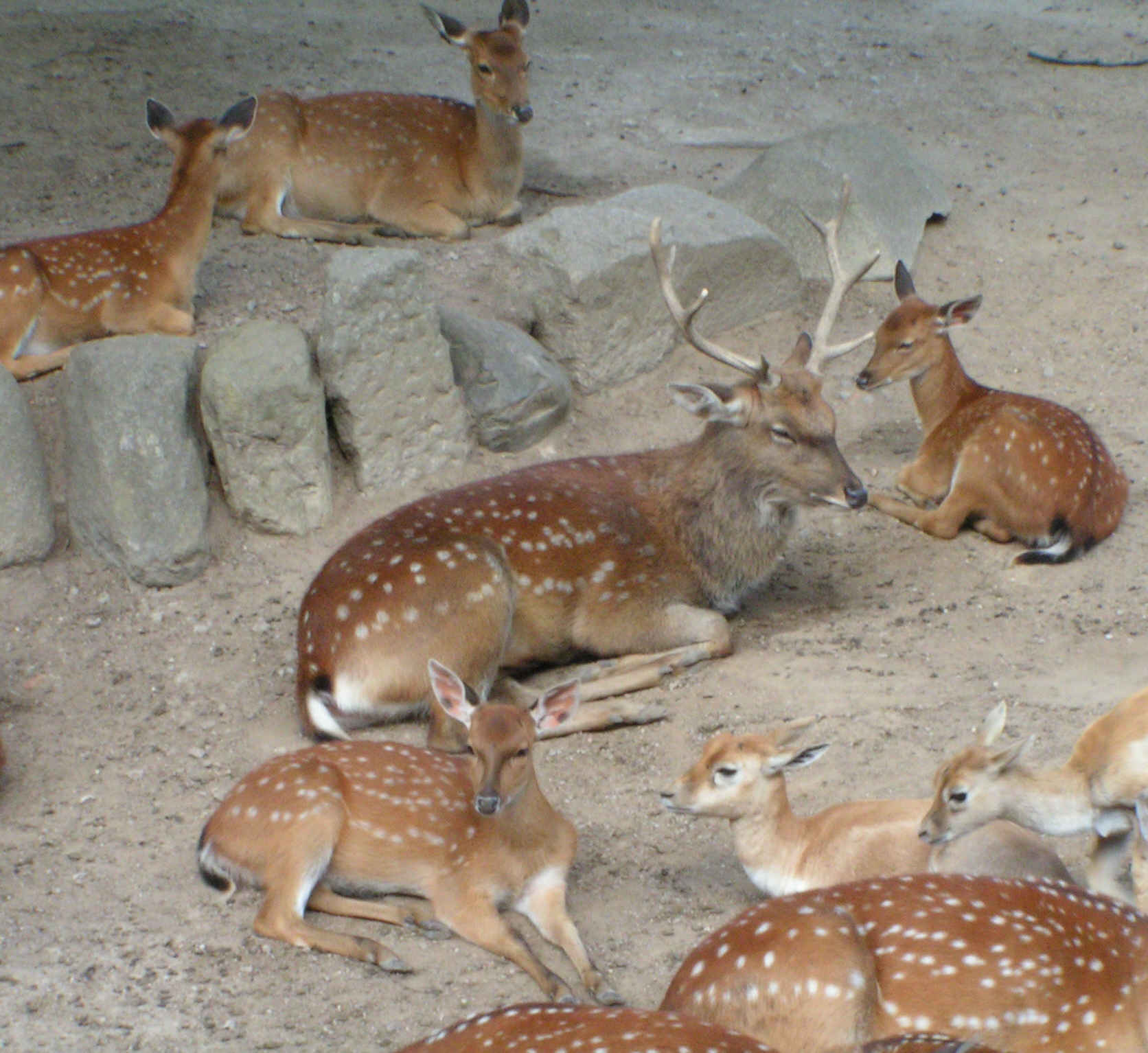
Một nhóm Hươu sao Việt Nam

Hươu sao Việt Nam (danh pháp khoa học: Cervus nippon pseudaxis) là một phân loài của loài hươu sao. So sánh với những phân loài hươu sao khác, hươu sao Việt Nam có kích thước nhỏ hơn do môi trường nhiệt đới của chúng. Loài hươu này xưa kia có mặt miền bắc Việt Nam và có thể ở cả vùng tây nam Trung Quốc nhưng hiện đã tuyệt chủng trong hoang dã. Một số được nuôi và với kế hoạch sẽ đưa phụ loài này trả lại thiên nhiên.